# Money (canción de Michael Jackson)
«Money» es una canción del cantante estadounidense Michael Jackson, lanzada como parte de su noveno álbum de estudio, HIStory: Past, Present and Future, Book I, publicado en 1995 por Epic Records. La canción es la décima pista del álbum y fue escrita y producida por Michael Jackson, en colaboración con David Foster. Money es una crítica directa a la codicia y la corrupción, temas que Jackson abordó en varias de sus obras a lo largo de su carrera.

## Composición y producción
Money fue escrita por Michael Jackson, quien también participó en la producción, en colaboración con David Foster. La canción explora la avaricia y el abuso de poder, temáticas que Jackson había tratado previamente en canciones como They Don't Care About Us y Dirty Diana. La producción incorpora un estilo que mezcla New jack swing, Pop y Hip hop, con una instrumentación fuerte en ritmos percusivos y efectos digitales.
Grabada en 1994, la pista contó con la colaboración de varios ingenieros de sonido, incluidos Bruce Swedien y Matt Forger. Además, Jackson emplea su característico uso de beatboxing, que sirve como base rítmica de la canción, una técnica que también utilizó en otras canciones del álbum. La producción incorpora una mezcla de sintetizadores, guitarras y cajas de ritmos, lo que crea una atmósfera agresiva y contemporánea.

## Estilo musical y lírica
Musicalmente, Money fusiona elementos de Pop, R&B, Rock y New jack swing; con elementos de otros géneros, como el funk, hip hop, dance, soul, jazz, disco, entre otras. La canción se desarrolla en la tonalidad de si bemol menor, con una estructura que combina ritmos complejos y capas instrumentales. Utiliza acordes oscuros y melodías que reflejan un ambiente introspectivo, apoyadas por líneas de bajo pulsantes y una producción rica en texturas. La canción se caracteriza por un ritmo contundente y una estructura repetitiva que refuerza el mensaje de la letra. La voz de Jackson es mordaz y potente, utilizando sus habilidades vocales para enfatizar el tono de denuncia social que impregna la canción.
La letra de Money critica a aquellos que están dispuestos a traicionar y mentir por el dinero, señalando cómo la codicia puede corromper a las personas y destruir la moral. Jackson expresa una fuerte desaprobación hacia quienes priorizan las ganancias materiales sobre los valores humanos, un mensaje que resuena en otras canciones de su catálogo.

## Remix y versiones
Una versión remixada de Money fue incluida en el álbum de remezclas Blood on the Dance Floor: HIStory in the Mix titulado Money (Fire Island Radio Edit). Este remix, producido por el dúo de Fire Island, que lo componen Terry Farley y Pete Heller, presenta un enfoque más orientado a la música house y dance, que transforma el tono agresivo del original en una pista más apta para clubes, sin perder el mensaje central de la canción.

## Recepción crítica
Money recibió críticas mixtas por parte de los críticos musicales, quienes elogiaron la producción, pero sintieron que la letra era menos impactante que otras canciones de crítica social de Jackson. Sin embargo, algunos críticos, como Alan Light de Rolling Stone, destacaron la habilidad de Jackson para incorporar un mensaje tan potente en una canción con ritmos pegajosos y una producción pulida.

## Personal
- Michael Jackson – voz principal, beatboxing, compositor, productor
- David Foster – coproductor
- Bruce Swedien – mezcla
- Matt Forger – asistente de ingeniero
- Steve Lukather – guitarras
- Greg Phillinganes – teclados
- Paulinho Da Costa – percusión